# Il cerchio si chiude
Il cerchio si chiude (Framed) è un film diretto dal regista Richard Wallace e interpretato da Glenn Ford, Barry Sullivan e Janis Carter.

## Trama
Mike Lambert è un ingegnere minerario disoccupato che si mette nei guai con la legge in una cittadina dov'è arrivato a bordo di un camion dai freni guasti. Un'avvenente sconosciuta paga la sua cauzione e si offre di aiutarlo per far ottenere un prestito al proprietario d'una miniera che vorrebbe assumerlo. La donna, in realtà, sta organizzando un finto incidente nel quale Mike dovrebbe morire al posto del suo amante, che in tal modo assumerebbe una nuova identità e potrebbe fuggire con lei e col denaro della moglie. Al momento cruciale gli eventi prenderanno però una svolta imprevista.

## Distribuzione
Il film è stato distribuito a partire dal 25 maggio 1947 negli Stati Uniti, dal 6 agosto 1947 in Francia e dal 29 agosto 1947 in Finlandia.